# The Thin Red Line (álbum)
The Thin Red Line (español: La delgada línea roja) es el álbum debut de la banda canadiense Glass Tiger. Fue lanzado por Capitol Records el 11 de junio de 1986.
El álbum es famoso por el sencillo "Don't Forget Me (When I'm Gone)", que alcanzó el puesto n.º 2 en la lista de sencillos de EE. UU. y contó con las voces de respaldo por Bryan Adams. El segundo sencillo, "Someday", también fue un éxito, alcanzando el puesto n.º 7 en los EE. UU. Ha obtenido cuatro discos de platino certificado en Canadá y fue certificado disco de oro en los EE. UU. El álbum está fuera de impresión, tanto en EE. UU. como en Canadá.

## Lista de canciones
Todas las Canciones: Música por Glass Tiger excepto lo anotado. Letra por Alan Frew excepto lo anotado.
1. "Thin Red Line" – 4:57
2. "Don't Forget Me (When I'm Gone)" (Música por Glass Tiger y Jim Vallance) – 4:08
3. "Closer to You" – 3:37
4. "Vanishing Tribe" – 4:06
5. "Looking at a Picture" (Música por Glass Tiger y Gerald O'Brien) – 4:02
6. "The Secret" – 0:47
7. "Ancient Evenings" – 4:55
8. "Ecstasy" – 4:25
9. "Someday" (Música por Glass Tiger y Jim Vallance) - 3:37
10. "I Will Be There" (Letra por Frew y Michael Hanson) – 3:28
11. "You're What I Look For" – 3:50

## Certificaciones
| País           | Asociación                                | Certificación     | Ventas   |
| -------------- | ----------------------------------------- | ----------------- | -------- |
| Canadá         | Canadian Recording Industry Association   | Cuádruple Platino | 320.000+ |
| Estados Unidos | Recording Industry Association of America | Oro               | 500.000+ |

## Posiciones en listas

### Sencillos
| 1986                                                 | «Don't Forget Me (When I'm Gone)» | 1  | 2  | 17 | 29 | 9  |
| 1986                                                 | «Thin Red Line»                   | 19 | —  | —  | —  | 91 |
| 1986                                                 | «Someday»                         | 14 | 7  | —  | 66 | 97 |
| 1987                                                 | «You're What I Look For»          | 11 | —  | —  | —  | —  |
| 1987                                                 | «I Will Be There»                 | 29 | 34 | 21 | —  | —  |
| "—" Indica lanzamientos que no estuvieron en listas. |                                   |    |    |    |    |    |

| Predecesor: Reckless por Bryan Adams | Juno Award for Album of the Year 1986 | Sucesor: Shakin' Like a Human Being por Kim Mitchell |

## Aniversario
En 2012, con motivo del 25 aniversario del lanzamiento de The Thin Red Line, sale a la venta The Thin Red Line (Anniversary Edition) que contiene dos CDs, el primero de la versión original del álbum y el segundo contiene remasterizaciones. El álbum fue lanzado el 15 de junio en formato de descarga digital y 19 de junio en formato de CD.

## Lista de canciones
| Disco uno |                                   |                                        |          |  |
| N.º       | Título                            | Escritor(es)                           | Duración |  |
| 1.        | «Thin Red Line»                   | Alan Frew, Sam Reid, Al Connelly       | 4:56     |  |
| 2.        | «Don't Forget Me (When I'm Gone)» | Alan Frew, Sam Reid, Jim Vallance      | 4:08     |  |
| 3.        | «Closer to You»                   | Alan Frew                              | 3:37     |  |
| 4.        | «Vanishing Tribe»                 | Alan Frew                              | 4:06     |  |
| 5.        | «Looking At a Picture»            | Alan Frew                              | 4:02     |  |
| 6.        | «The Secret»                      | Alan Frew                              | 0:47     |  |
| 7.        | «Ancient Evenings»                | Alan Frew                              | 4:55     |  |
| 8.        | «Ecstacy»                         | Alan Frew                              | 4:25     |  |
| 9.        | «Someday»                         | Alan Frew, Al Connelly, Jim Vallance   | 3:37     |  |
| 10.       | «I Will Be There»                 | Alan Frew, Al Connelly, Michael Hanson | 3:28     |  |
| 11.       | «You're What I Look For»          | Alan Frew, Al Connelly, Michael Hanson | 3:50     |  |
| 41:51     |                                   |                                        |          |  |

| Disco dos |                                                            |                                        |          |  |
| N.º       | Título                                                     | Escritor(es)                           | Duración |  |
| 1.        | «Thin Red Line» (Reverence Mix)                            | Alan Frew, Sam Reid, Al Connelly       | 4:11     |  |
| 2.        | «Don't Forget Me (When I'm Gone)» (Writer's Demo)          | Alan Frew, Sam Reid, Jim Vallance      | 5:56     |  |
| 3.        | «Don't Forget Me (When I'm Gone)» (Remasterizada)          | Alan Frew, Sam Reid, Jim Vallance      | 4:06     |  |
| 4.        | «I Will Be There» (Versión de sencillo)                    | Alan Frew, Al Connelly, Michael Hanson | 3:10     |  |
| 5.        | «Touch & Go» (Demo de Tokyo (nombre original de la banda)) | Glass Tiger                            | 3:42     |  |
| 6.        | «Someday» (Writer's Demo)                                  | Alan Frew, Al Connelly, Jim Vallance   | 8:07     |  |
| 7.        | «Someday» (Extended Mix)                                   | Alan Frew, Al Connelly, Jim Vallance   | 7:22     |  |
| 8.        | «You're What I Look For» (En directo en Ontario)           | Alan Frew, Al Connelly, Michael Hanson | 3:55     |  |
| 9.        | «After the Dance» (En directo en Ontario)                  | Alan Frew, Sam Reid, Al Connelly       | 4:35     |  |
| 10.       | «Do You Wanna Dance? (With Me)» (Remasterizada)            | Glass Tiger                            | 3:59     |  |
| 11.       | «Thin Red Line» (Versión de sencillo)                      | Alan Frew, Sam Reid, Al Connelly       | 4:00     |  |
| 12.       | «Don't Forget Me (When I'm Gone)» (Extended Mix)           | Alan Frew, Sam Reid, Jim Vallance      | 7:16     |  |
| 13.       | «Thin Red Line» (Rather Red Mix)                           | Alan Frew, Sam Reid, Al Connelly       | 6:11     |  |
| 66:30     |                                                            |                                        |          |  |